# Breng me naar het water
Breng me naar het water is de tweetalige coverversie van het gelijknamige Nederlandstalige nummer dat op het album Evenwicht van Marco Borsato staat. Het nummer is gezongen door Marco Borsato en Matt Simons. Het is half in het Nederlands en half in het Engels gezongen. Matt Simons heeft het nummer ook in alleen Engels uitgebracht, als To the water.

## Hitnoteringen
Het volledig Nederlandstalige nummer bereikte enkel de 75e positie in de Nederlandse Single Top 100. De tabellen hieronder gaan over de tweetalige versie.

### Nederlandse Top 40
| Hitnotering: 12-03-2016 t/m 14-05-2016 | Hitnotering: 12-03-2016 t/m 14-05-2016 | Hitnotering: 12-03-2016 t/m 14-05-2016 | Hitnotering: 12-03-2016 t/m 14-05-2016 | Hitnotering: 12-03-2016 t/m 14-05-2016 | Hitnotering: 12-03-2016 t/m 14-05-2016 | Hitnotering: 12-03-2016 t/m 14-05-2016 | Hitnotering: 12-03-2016 t/m 14-05-2016 | Hitnotering: 12-03-2016 t/m 14-05-2016 | Hitnotering: 12-03-2016 t/m 14-05-2016 | Hitnotering: 12-03-2016 t/m 14-05-2016 | Hitnotering: 12-03-2016 t/m 14-05-2016 |
| Week:                                  | 1                                      | 2                                      | 3                                      | 4                                      | 5                                      | 6                                      | 7                                      | 8                                      | 9                                      | 10                                     |                                        |
| -------------------------------------- | -------------------------------------- | -------------------------------------- | -------------------------------------- | -------------------------------------- | -------------------------------------- | -------------------------------------- | -------------------------------------- | -------------------------------------- | -------------------------------------- | -------------------------------------- | -------------------------------------- |
| Positie:                               | 33                                     | 31                                     | 28                                     | 30                                     | 26                                     | 23                                     | 22                                     | 21                                     | 23                                     | 30                                     | uit                                    |

### NederlandseSingle Top 100
| Hitnotering: 05-03-2016 t/m 28-05-2016 | Hitnotering: 05-03-2016 t/m 28-05-2016 | Hitnotering: 05-03-2016 t/m 28-05-2016 | Hitnotering: 05-03-2016 t/m 28-05-2016 | Hitnotering: 05-03-2016 t/m 28-05-2016 | Hitnotering: 05-03-2016 t/m 28-05-2016 | Hitnotering: 05-03-2016 t/m 28-05-2016 | Hitnotering: 05-03-2016 t/m 28-05-2016 | Hitnotering: 05-03-2016 t/m 28-05-2016 | Hitnotering: 05-03-2016 t/m 28-05-2016 | Hitnotering: 05-03-2016 t/m 28-05-2016 | Hitnotering: 05-03-2016 t/m 28-05-2016 | Hitnotering: 05-03-2016 t/m 28-05-2016 | Hitnotering: 05-03-2016 t/m 28-05-2016 | Hitnotering: 05-03-2016 t/m 28-05-2016 |
| Week:                                  | 1                                      | 2                                      | 3                                      | 4                                      | 5                                      | 6                                      | 7                                      | 8                                      | 9                                      | 10                                     | 11                                     | 12                                     | 13                                     |                                        |
| -------------------------------------- | -------------------------------------- | -------------------------------------- | -------------------------------------- | -------------------------------------- | -------------------------------------- | -------------------------------------- | -------------------------------------- | -------------------------------------- | -------------------------------------- | -------------------------------------- | -------------------------------------- | -------------------------------------- | -------------------------------------- | -------------------------------------- |
| Positie:                               | 47                                     | 40                                     | 36                                     | 29                                     | 22                                     | 26                                     | 29                                     | 35                                     | 35                                     | 50                                     | 58                                     | 66                                     | 78                                     | uit                                    |

### Mega Top 50
| Hitnotering: 5-03-2016 t/m 7-05-2016 | Hitnotering: 5-03-2016 t/m 7-05-2016 | Hitnotering: 5-03-2016 t/m 7-05-2016 | Hitnotering: 5-03-2016 t/m 7-05-2016 | Hitnotering: 5-03-2016 t/m 7-05-2016 | Hitnotering: 5-03-2016 t/m 7-05-2016 | Hitnotering: 5-03-2016 t/m 7-05-2016 | Hitnotering: 5-03-2016 t/m 7-05-2016 | Hitnotering: 5-03-2016 t/m 7-05-2016 | Hitnotering: 5-03-2016 t/m 7-05-2016 | Hitnotering: 5-03-2016 t/m 7-05-2016 | Hitnotering: 5-03-2016 t/m 7-05-2016 |
| Week:                                | 1                                    | 2                                    | 3                                    | 4                                    | 5                                    | 6                                    | 7                                    | 8                                    | 9                                    | 10                                   |                                      |
| ------------------------------------ | ------------------------------------ | ------------------------------------ | ------------------------------------ | ------------------------------------ | ------------------------------------ | ------------------------------------ | ------------------------------------ | ------------------------------------ | ------------------------------------ | ------------------------------------ | ------------------------------------ |
| Positie:                             | 24                                   | 37                                   | 42                                   | 37                                   | 33                                   | 29                                   | 33                                   | 34                                   | 40                                   | 44                                   | uit                                  |